# Palazzo Fazzari

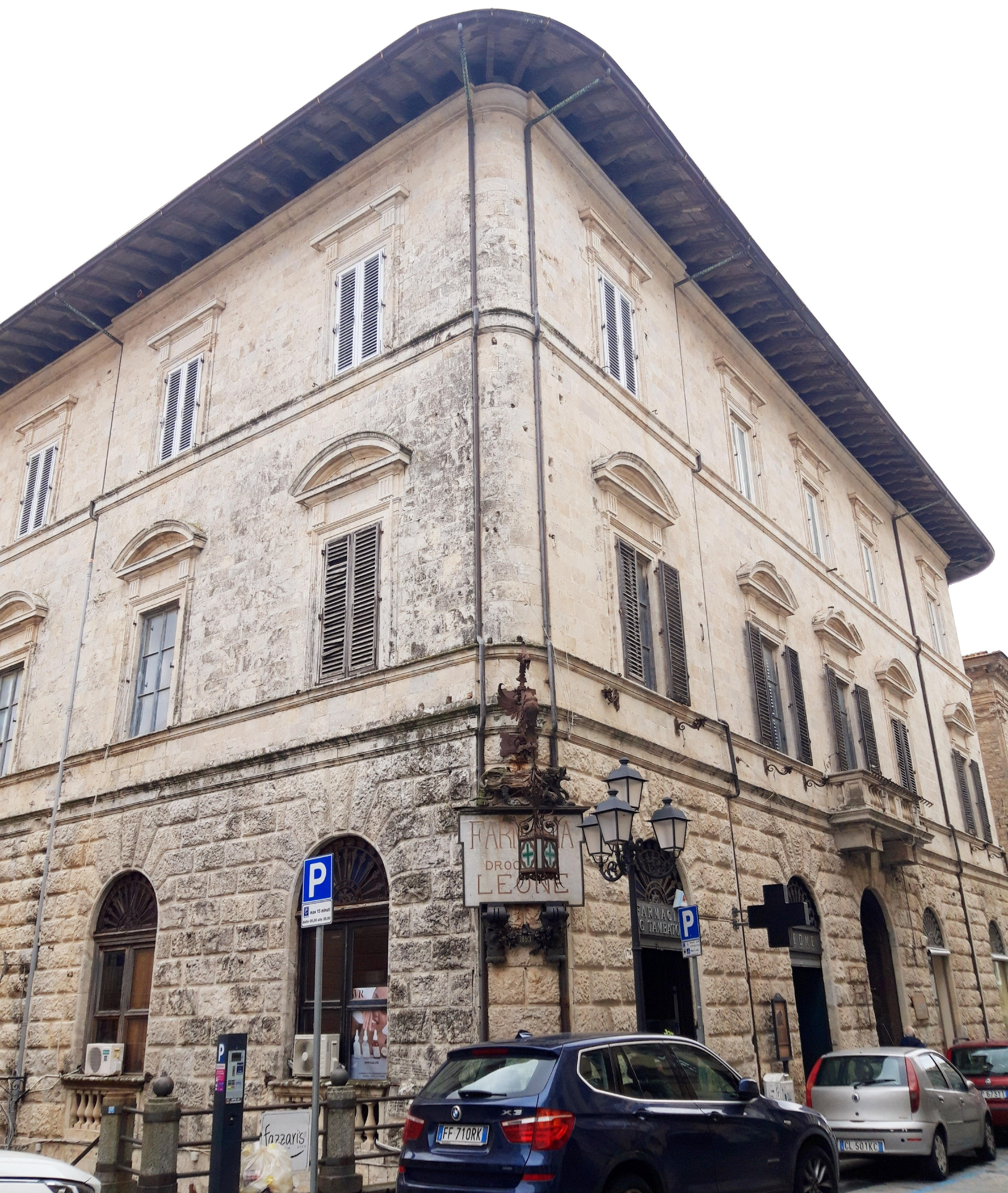
Palazzo Fazzari in Catanzaro

Der Palazzo Fazzari ist ein Palast aus dem 19. Jahrhundert in Catanzaro in der italienischen Region Kalabrien. Das Gebäude liegt im Viertel Giudecca am Corso Mazzini, 178.

## Geschichte
Den Palast kaufte der Unternehmer und Politiker Achille Fazzari, der aus Stalettì stammte, am 31. August 1870. Er wollte eine Residenz von bestimmter Bedeutung im Herzen der Stadt als Zeichen seines Prestiges als Mann eines bestimmten gesellschaftlichen Standes besitzen, die zudem näher am Sitz der bürokratischen Macht lag, die sich an der Straßenachse zwischen der Porta di Mare und der Piazza Grimaldi befand. Mit der Ausführung des Baus in den Jahren 1870–1874 wurde der Florentiner Architekt Giacomo Romoli beauftragt, der sofort nach der Einigung Italiens in die Stadt gekommen war.
Im Obergeschoss war bis zum April 2015 der Circolo Unione untergebracht, ein Zentrum kultureller Sammlung, das es seit 1961 gab. Die Kunsthistorikerin Emilia Zinzi hat etliche Schlachten für die Restaurierung der Gemälde geschlagen, die die Räume des ehemaligen Circolo Unione zieren.

## Beschreibung

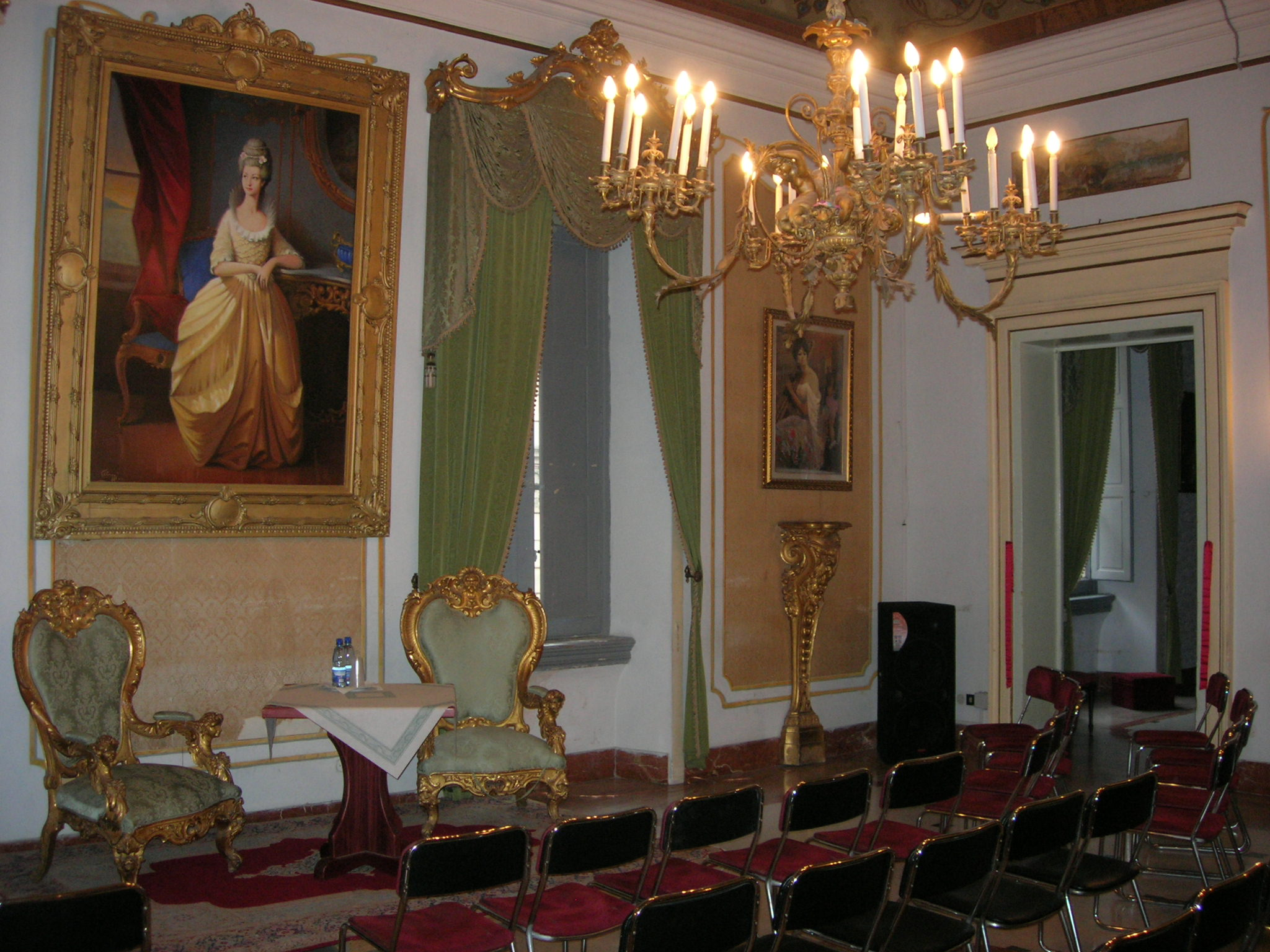
Ballsaal im Palazzo Fazzari

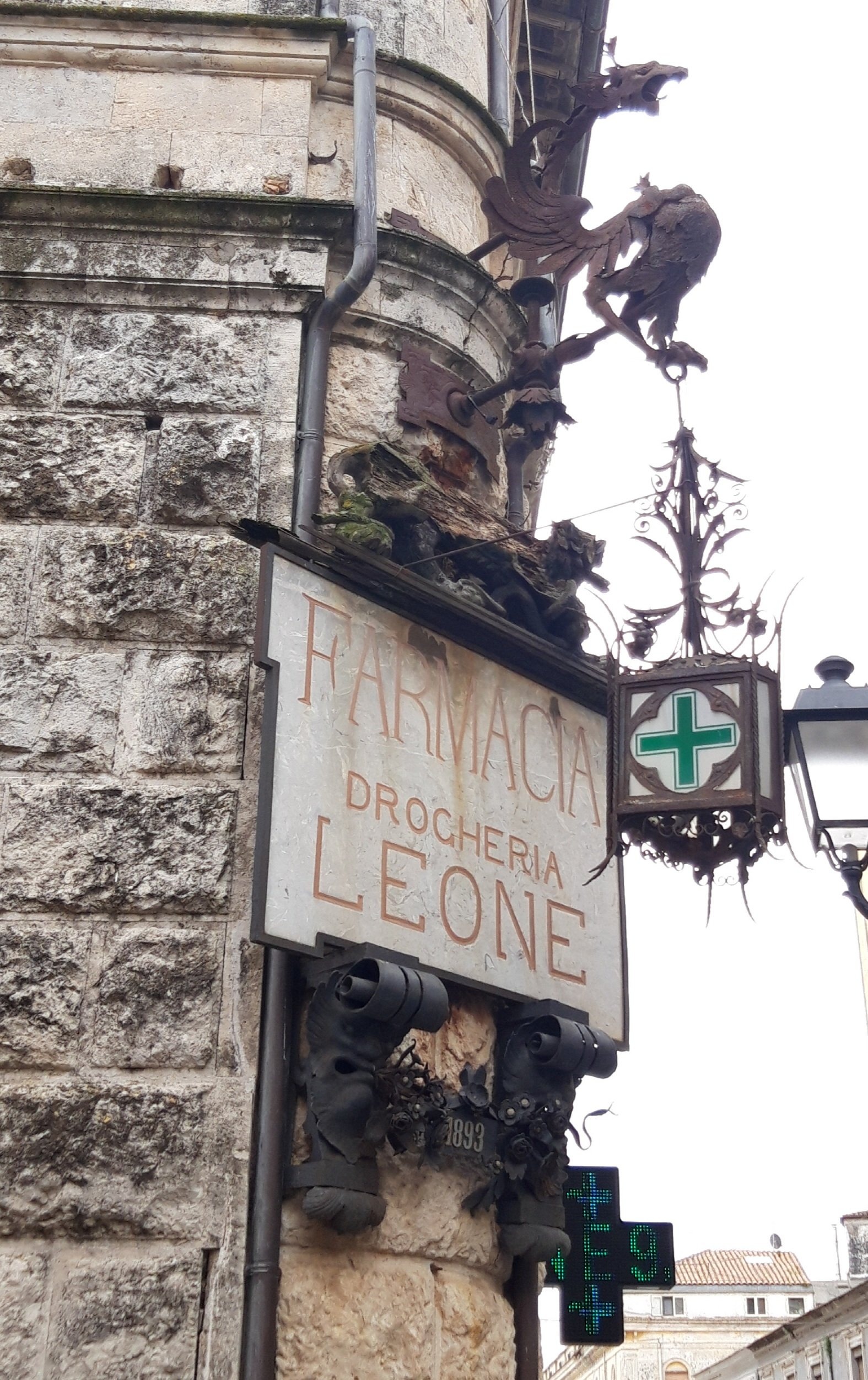
Firmenschild der Farmacia Leone

Der Palast hat drei Fassaden, von denen die Hauptfassade zum Corso Mazzini durch ein hohes, raues Bossenwerk aus Stalettì-Diorit im Erdgeschoss gekennzeichnet ist. Die beiden Obergeschosse, deren Bauhöhe mit der Höhe abnimmt, sind aus Steinquadern aus demselben Material gefertigt. Das Gebäude schließt nach oben mit einem vorspringenden Dach auf geformten Holzwinkeln ab. Der Bau zeigt in seiner Fassade den typischen Charakter des frühen Florentiner Renaissance, den man im Einsatz von Bossenwerk und Steinquadern findet, die uns an Gebäude, wie den Palazzo Medici Riccardi in Florenz erinnern. Eine Besonderheit des Palazzo Fazzari sind die abgerundeten Ecken, die man im Florentiner Stil nicht findet.
Innen sind die großen Säle mit Decken im Jugendstil versehen, die von Alfonso Frangipane aus Catanzaro, einem Studenten der Accademia di Belle Arti di Napoli (dt.: Akademie der Schönen Künste in Neapel), mit elegant wirbelnden, weiblichen Figuren bemalt wurden. Es finden sich einige Gemälde von Federico Andreotti und die Einrichtung ist durch die großen Gemälde von Tony Pileggi bereichert, die nach dem Schließen des Circolo Unione von privat gekauft wurden.

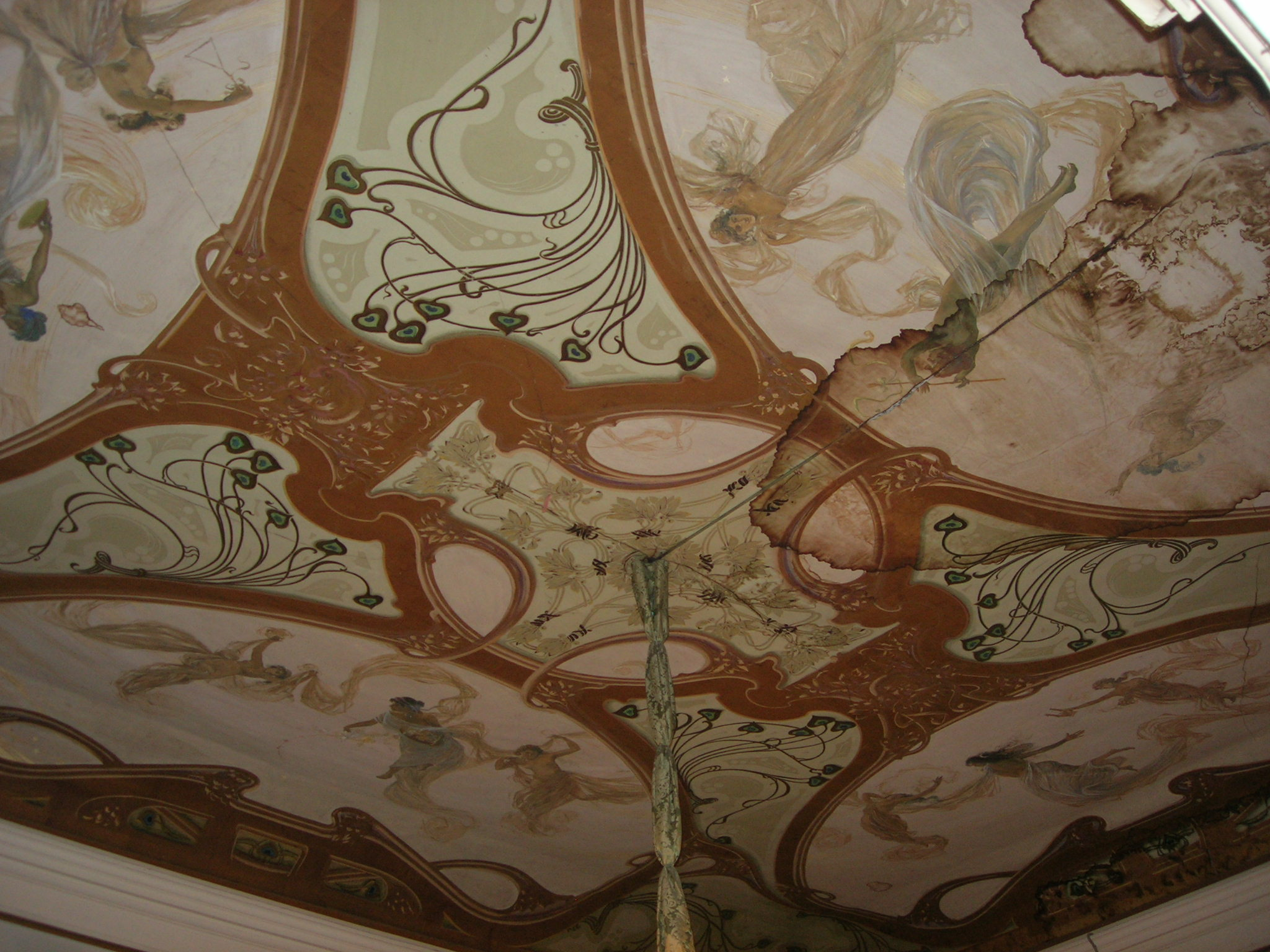
Alfonso Frangipane: Jugendstilmalerei Detail an der Decke eines Saales im Palazzo Fazzari.

An der Straßenseite ist die Einrichtung der ehemaligen Farmacia Leone besonders wertvoll. Sie wurde 1893 vom Commendatore Federico Leone eröffnet, der sie mit Holzschnitzereien der besten Schnitzer der damaligen Zeit ausstatten ließ. Viele Jahre lang trafen sich dort Dichter und Künstler, sogar aus dem Ausland. Die Decken der Apotheke wurden von Alfonso Frangipane dekoriert.
Über der Eingangstüre ist ein Firmenzeichen in Marmor, Holz und Eisen angebracht, das einen Greif zeigt. Es ist heute stark beschädigt.